# Сімаксіс
Сімаксіс (італ. Simaxis, сард. Simaghis) — муніципалітет в Італії, у регіоні Сардинія,  провінція Ористано.
Сімаксіс розташований на відстані близько 390 км на південний захід від Рима, 90 км на північний захід від Кальярі, 11 км на схід від Ористано.
Населення — 2260 осіб (2014).
Щорічний фестиваль відбувається 19 липня. Покровитель — San Simaco Papa.

## Демографія
Населення за роками:

Станом на 1 січня 2023 року в муніципалітеті офіційно проживав 41 іноземець з 12 країн, серед них 18 громадян країн Євросоюзу та 1 громадянин України.

## Сусідні муніципалітети
- Олластра
- Ористано
- Сіаманна
- Сіапічча
- Соларусса
- Церфаліу